# Règlement des radiocommunications de l'UIT
Le Règlement des radiocommunications de l'UIT (abrégé : RR) est un document de base de l'Union internationale des télécommunications (UIT) qui réglemente à l'échelle du droit des nations les services radioélectriques et l'utilisation des fréquences radio. Il complète la Constitution et convention de l'UIT (en) et est conforme au Règlement des télécommunications internationales (en) (RTI) de l'UIT. Les RR de l'UIT comprennent et réglementent la partie du spectre électromagnétique attribué (également : spectre des fréquences radio) de 9 kHz à 300 GHz.

## Structure
La version actuellement approuvée du règlement des radiocommunications de l'UIT (ajout 2020) est structurée comme suit :
Volume 1 – Articles
- CHAPITRE I – Terminologie et caractéristiques techniques
  - Section I – Termes généraux (articles 1.1-1.15)
  - Section II – Termes spécifiques liés à la gestion des fréquences (articles 1.16-1.18)
  - Section III – Services radioélectriques (articles 1.19-1.60)
  - Section IV – Stations et systèmes radioélectriques (articles 1.61-1.115)
  - Section V – Termes relatifs à l'exploitation (articles 1.116-1.136)
  - Section VI – Caractéristiques des émissions et des matériels (articles 1.137-1.165)
  - Section VII – Partage de fréquences (articles 1.166-1.176)
  - Section VIII – Termes techniques relatifs à l'espace (articles 1.177-1.191)
- CHAPITRE II – Fréquences
- CHAPTER III – Coordination, notification et enregistrement des assignations de fréquence et modification des Plans
- CHAPITRE IV – Brouillages
- CHAPITRE V – Dispositions administratives
- CHAPITRE VI – Dispositions relatives aux services services et aux stations
- CHAPITRE VII – Communications de détresse et de sécurité
- CHAPITRE VIII – Services aéronautiques (en)
- CHAPITRE IX – Services maritimes
- CHAPITRE X – Dispositions relatives à l'entrée en vigueur du Règlement des radiocommunications

Volume 2 – Appendices

Volume 3 – Résolutions et Recommandations

Volume 4 – Recommandations UIT-R incorporées par référence

Liste de références croisées énumérant les dispositions réglementaires, y compris les renvois et notes de bas de page ainsi que les Résolutions, qui incorporent des Recommandations UIT-R par référence. On trouvera notamment :
- Recommandation UIT-R  P.525-4 Calcul de l'affaiblissement en espace libre
- Recommandation  UIT-R  P.526-15 Propagation par diffraction
- Recommandation  UIT-R  M.541-10* Procédures d'exploitation des systèmes d'appel sélectif numérique  à l'usage du service mobile maritime
- Recommandation  UIT-R  M.585-8* Assignations et utilisation des identités dans le service mobile maritime
- Recommandation  UIT-R  M.625-4* Équipemenst télégraphiques à impression directe utilisant l'identification automatique dans le service mobile maritime
- Recommandation  UIT-R M.633-4* Caractéristiques de transmission d'un système de radiobalises de localisation des sinistres par satellite (RLS par satellite) fonctionnant par l'intermédiaire d'un système à satellites dans la bande des 406 MHz
- Recommandation  UIT-R  S.672-4* Diagramme de rayonnement à utiliser comme objectif de conception pour les antennes de satellite dans le service fixe par satellite employant des satellites  géostationnaires
- Recommandation  UIT-R  M.690-3 Caractéristiques techniques des radiobalises de localisation des sinistres fonctionnant sur les fréquences porteuses 121,5 MHz et 243 MHz

## Définitions
Le Règlement des radiocommunications définit :
- l'attribution des différentes bandes de fréquences aux différents services de radio ;
- les paramètres techniques obligatoires à respecter par les stations de radio, en particulier les émetteurs ;
- les procédures de coordination (assurer la compatibilité technique) et de notification (enregistrement formel et protection dans le Fichier de référence international des fréquences) des assignations de fréquences faites aux stations de radio par les gouvernements nationaux ;
- d'autres procédures et dispositions opérationnelles.

## Mise à jour
La rédaction, la révision et l'adoption du Règlement des radiocommunications relèvent de la responsabilité des Conférences mondiales des radiocommunications (CMR) de l'UIT, dont les réunions se tiennent généralement tous les trois ou quatre ans.
Les CMR récentes sont les suivantes :
- Genève, 1995 (CMR-95)[4]
- Genève, 1997 (CMR-97)[5]
- Istanbul, 2000 (CMR-2000)[6]
- Genève, 2003 (CMR-03)[7]
- Genève, 2007 (CMR-07)[8]
- Genève, 2012 (CMR-12)[9]
- Genève, 2015 (CMR-15)[10]
- Sharm el-Sheikh, 2019 (CMR-19)[11]

La version publiée la plus récente du Règlement des radiocommunications, l'"Edition de 2016" contient les textes complets du Règlement des radiocommunications tel qu'il a été adopté et révisé par la CMR-15, y compris tous les articles, les appendices, les résolutions et un sous-ensemble des recommandations émises par l'UIT-R (anciennement connu sous le nom de CCIR) (les "recommandations" qui ont un caractère obligatoire, du fait qu'elles sont citées dans le Règlement des radiocommunications).
L'"édition de 2020", adoptée et révisée par la CMR-19, devrait être publiée en octobre 2020,.